# カウアイ海峡
カウアイ海峡（Kaua‘i Channel）は、アメリカ合衆国ハワイ州のカウアイ島とオアフ島との間にある海峡である。イエイエの外側という意味のカイエイエヴァホ海峡（Ka’ie’iewaho Channel）とも呼ばれる。イエイエはハワイ固有のツル性の植物のことである。この海峡の両岸間は72マイル(116 km)離れており、オアフ島からカウアイ島に向かって「カウアイ・エクスプレス」と呼ばれる強い沿岸流が流れてる。最深部は10,890フィート(3,319m)、一番細い部分の距離は701mである。カウアイ島の西にはニイハウ島があり、この間はカウラカヒ海峡（Kaulakahi Channel）、オアフ島の東側にはモロカイ島があり、この間はカイウイ海峡（Kaiwi Channel）がある。